# Helmut Nieuwenhuis
Helmut Nieuwenhuis (* 22. Februar 1952 in Bocholt) ist ein deutscher Jurist. Er war von 2007 bis 2017 Richter am Bundesfinanzhof.

## Leben und Wirken
Nieuwenhuis trat nach Abschluss seiner juristischen Ausbildung 1985 in den höheren Dienst der Finanzverwaltung des Landes Nordrhein-Westfalen ein und war am Finanzamt Bottrop tätig. Von Dezember 1989 bis September 1993 war er als wissenschaftlicher Mitarbeiter an den Bundesfinanzhof abgeordnet. Anschließend wechselte er als Richter an das Hessische Finanzgericht. Nieuwenhuis ist promoviert.
Mit seiner Ernennung zum Richter am Bundesfinanzhof im Mai 2007 wies ihn das Präsidium dem V. Senat zu, der sich seinerzeit ausschließlich mit Streitfällen zur Umsatzsteuer befasst hat und seit 2012 zusätzlich für das Kindergeld und seit 2016 zudem für Steuerbefreiungen im Bereich der Körperschaft- und Gewerbesteuer zuständig ist. Nieuwenhuis trat am 31. August 2017 in den Ruhestand.